# Yuma Yamamoto
Yuma Yamamoto (japanisch 山本 有真 Yamamoto Yuma; * 1. Mai 2000 in der Präfektur Aichi) ist eine japanische Leichtathletin, die sich auf den Langstreckenlauf spezialisiert hat. 2023 wurde sie Asienmeisterin im 5000-Meter-Lauf sowie 2024 Hallenasienmeisterin über 3000 Meter.

## Sportliche Laufbahn
Erste internationale Erfahrungen sammelte Yuma Yamamoto im Jahr 2022, als sie in 9:05,11 min im 3000-Meter-Lauf beim Michitaka Kinami Memorial Athletics Meet siegte. Im Jahr darauf gewann sie bei den Hallenasienmeisterschaften in Astana in 9:09,29 min die Bronzemedaille hinter der Kasachin Caroline Chepkoech Kipkirui und He Wuga aus der Volksrepublik China und im Juli siegte sie in 15:51,16 min über 5000 Meter bei den Freiluftmeisterschaften in Bangkok. Kurz darauf schied sie bei den Weltmeisterschaften in Budapest mit 16:05,57 min im Vorlauf aus. Im Oktober belegte sie bei den Asienspielen in Hangzhou in 15:30,08 min den vierten Platz über 5000 Meter. 2024 siegte sie in 9:16,71 min über 3000 Meter bei den Hallenasienmeisterschaften in Teheran und sicherte Japan damit erstmals den Titel über diese Distanz bei Hallenasienmeisterschaften. Im August schied sie bei den Olympischen Sommerspielen in Paris mit 15:43,67 min im Vorlauf über 5000 Meter aus.
2025 gewann sie bei den Asienmeisterschaften in Gumi in 15:16,86 min die Bronzemedaille über 5000 Meter hinter der Kasachin Norah Jeruto und Parul Chaudhary aus Indien.

## Persönliche Bestzeiten
- 1500 Meter: 4:17,17 min, 25. Juni 2021 in Osaka
- 3000 Meter: 8:50,64 min, 18. Mai 2025 in Tokio
  - 3000 Meter (Halle): 9:09,29 min, 10. Februar 2023 in Astana
- 5000 Meter: 15:12,97 min, 12. April 2025 in Kumamoto